# Flap soplado

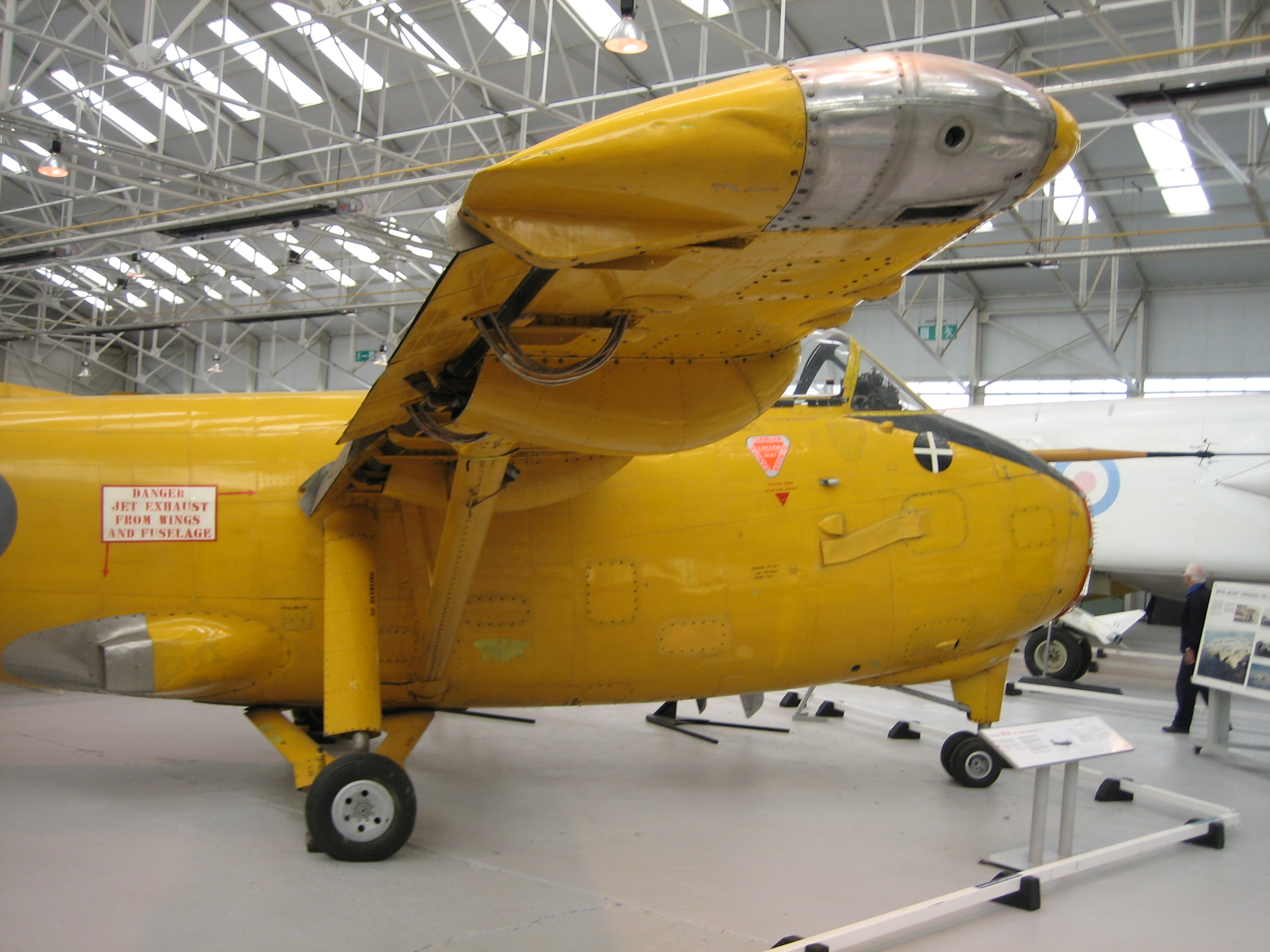
Flaps soplados en el Hunting H.126

Los flaps soplados, o jet flaps, son  dispositivos aerodinámicos de alta sustentación utilizados en las  alas de algunas aeronaves para mejorar sus características de vuelo a baja velocidad. Utilizan aire soplado a través de toberas para dar forma al flujo de aire sobre el borde posterior del ala, dirigiendo el flujo hacia abajo para aumentar el coeficiente de sustentación. Hay una gran variedad de métodos para conseguir este flujo de aire, la mayoría de los cuales utilizan aire de escape o aire a alta presión del compresor de un motor a reacción y luego redirigido para seguir la línea de flaps de borde de salida.
Los flaps soplados pueden referirse específicamente a aquellos sistemas que utilizan conductos internos dentro del ala para dirigir el flujo de aire, o más ampliamente a sistemas como el soplado de la superficie superior o los sistemas de toberas en el motor convencional bajo el ala que dirigen el aire a través de los flaps. Los flaps soplados son una solución dentro de una categoría más amplia conocida como «sustentación motorizada», que también incluye varios sistemas de control de la capa límite, sistemas que utilizan Slipstream dirigido y ala de control de circulación.
En la década de 1960 se utilizaron alerones internos en algunos reactores rápidos terrestres y de portaaviones, como el Lockheed F-104 Starfighter, el Blackburn Buccaneer y algunas versiones del Mikoyan-Gurevich MiG-21. En general, cayeron en desgracia porque imponían una importante sobrecarga de mantenimiento para mantener los conductos limpios y los diversos sistemas de válvulas funcionando correctamente, junto con la desventaja de que un fallo del motor reducía la sustentación precisamente en la situación en la que más se desea. El concepto reapareció en forma de soplado superior e inferior en varios aviones de transporte, tanto turbohélices como turbofanes.

## Mecanismo
En un flap soplado convencional, una pequeña cantidad del aire comprimido producido por el motor a reacción se "purga" en la etapa del compresor y se conduce a canales que discurren a lo largo de la parte trasera del ala. Allí, se fuerza a través de ranuras en los flaps del ala del avión cuando los flaps alcanzan determinados ángulos. La inyección de aire de alta energía en la capa límite produce un aumento del ángulo de ataque en pérdida y del coeficiente de sustentación máximo al retrasar la separación de la capa límite del perfil aerodinámico. El control de la capa límite mediante la inyección de masa (soplado) evita la separación de la capa límite suministrando energía adicional a las partículas de fluido que están siendo retardadas en la capa límite. Por lo tanto, la inyección de una masa de aire de alta velocidad en la corriente de aire esencialmente   tangente a la superficie de la pared del perfil aerodinámico invierte la desaceleración por fricción de la capa límite, por lo que se retrasa la separación de la capa límite.
La sustentación de un ala se puede aumentar mucho con el soplado control de flujo. Con ranuras mecánicas, la capa límite natural limita la presión de control de la capa límite a la altura total de la corriente libre. Soplar con una pequeña proporción del flujo de aire del motor (flap soplado interno) aumenta la sustentación. El uso de cantidades mucho mayores de gas procedente del escape del motor, que aumenta la cuerda efectiva del flap (el flap de chorro), produce una supercirculación, o circulación forzada hasta el flujo potencial teórico máximo. Superar este límite requiere la adición de empuje directo.
El desarrollo del concepto general continuó en la NASA en las décadas de 1950 y 1960, dando lugar a sistemas simplificados con prestaciones similares. El flap soplado externamente dispone el motor para soplar a través de los flaps en la parte trasera del ala. Parte del escape del chorro es desviado hacia abajo directamente por el flap, mientras que el aire adicional viaja a través de las ranuras del flap y sigue el borde exterior debido al efecto Coandă. El sistema similar de soplado de la superficie superior dispone los motores sobre el ala y confía completamente en el efecto Coandă para redirigir el flujo de aire. Aunque no son tan eficaces como el soplado directo, estos sistemas de sustentación motorizada son, no obstante, bastante potentes y mucho más sencillos de construir y mantener.
Un concepto más reciente y prometedor de control de flujo por soplado es la inyección de fluido a contracorriente, capaz de ejercer control de alta autoridad sobre flujos globales mediante modificaciones de baja energía en regiones clave del flujo. En este caso la rendija de soplado de aire está situada en el lado de presión cerca del borde de ataque, punto de estancamiento y el flujo de aire de control se dirige tangencialmente a la superficie pero con dirección hacia delante. Durante el funcionamiento de un sistema de control de flujo de este tipo se producen dos efectos diferentes. Un efecto, el aumento de la capa límite, es causado por el aumento de los niveles de turbulencia lejos de la región de la pared, transportando así un flujo exterior de mayor energía hacia la región de la pared. Además, otro efecto, el efecto de conformación virtual, se utiliza para engrosar aerodinámicamente el perfil aerodinámico en  ángulos de ataque elevados. Ambos efectos ayudan a retrasar o eliminar la separación de flujo.
En general, los flaps soplados pueden mejorar la sustentación de un ala entre dos y tres veces. Mientras que un complejo sistema de flaps de tres ranuras en un Boeing 747 produce un coeficiente de sustentación de aproximadamente 2,45, el soplado externo (soplado de la superficie superior en un Boeing YC-14) lo mejora hasta aproximadamente 7, y el soplado interno (jet flap en un Hunting H.126) hasta 9,

## Historia
Williams afirma que se hicieron algunas pruebas de soplado de flaps en el Royal Aircraft Establishment antes de la Segunda Guerra Mundial y que durante la guerra se hicieron extensas pruebas en Alemania, incluyendo pruebas de vuelo con aviones Arado Ar 232, Dornier Do 24 y Messerschmitt Bf 109. Lachmann afirma que los aviones Arado y Dornier utilizaban un flujo único de aire impulsado por eyector que era aspirado sobre parte de la distancia del borde de fuga y soplado sobre el resto. El eyector se accionaba químicamente mediante vapor a alta presión. El Bf 109 utilizaba sopladores accionados por el motor para el soplado de los flaps.
Rebuffet y Poisson-Quinton describen pruebas realizadas en Francia en O.N.E.R.A. después de la guerra con succión combinada en la primera sección del flap y soplado en la segunda sección del flap utilizando un eyector de purga del compresor del motor a reacción para proporcionar tanto succión como soplado. Las pruebas de vuelo se realizaron en un avión Breguet Vultur.
También se realizaron pruebas en Westland Aircraft por W.H. Paine después de la guerra con informes fechados en 1950 y 1951.
En Estados Unidos se modificó un Grumman F9F Panther con soplado de flaps basado en el trabajo realizado por John Attinello en 1951. Se utilizó la purga del compresor del motor. El sistema se conocía como "Supercirculation Boundary Layer Control" o BLC para abreviar.
Entre 1951 y 1955 Cessna realizó pruebas de soplado de flaps en aviones Cessna 309 y 319 utilizando el sistema Arado.
Durante las décadas de 1950 y 1960, los aviones de combate evolucionaron generalmente hacia alas más pequeñas con el fin de reducir la resistencia aerodinámica a altas velocidades. En comparación con los cazas de una generación anterior, tenían una carga alar aproximadamente cuatro veces mayor; por ejemplo, el Supermarine Spitfire tenía una carga alar de 24 lb/ft2. (117 kg/m2) y el Messerschmitt Bf 109 tenía una carga "muy alta" de 30 lb/ft2. (146 kg/m2), mientras que el Lockheed F-104 Starfighter de la época de 1950 tenía 111 lb/ft2 (542 kg/m2).
Una desventaja grave de estas cargas alares más elevadas se produce a baja velocidad, cuando no queda ala suficiente para proporcionar sustentación y mantener el avión en vuelo. Ni siquiera unos flaps enormes podían contrarrestar esta situación en gran medida, por lo que muchos aviones aterrizaban a velocidades bastante elevadas y sufrían accidentes.
La razón principal por la que los alerones no eran eficaces es que el flujo de aire sobre el ala sólo podía "doblarse hasta cierto punto" antes de que dejara de seguir el perfil del ala, una condición conocida como separación de flujo. Hay un límite a la cantidad de aire que los flaps pueden desviar en total. Hay formas de mejorar esto, mediante un mejor diseño de los flaps; por ejemplo, los aviones modernos utilizan flaps complejos de varias partes. Sin embargo, los flaps grandes tienden a añadir una complejidad considerable y ocupan espacio en el exterior del ala, lo que los hace inadecuados para su uso en un caza.
El principio de la aleta de reacción, un tipo de aleta de soplado interno, fue propuesto y patentado en 1952 por el National Gas Turbine Establishment británico (NGTE) y posteriormente investigado por el NGTE y el Royal Aircraft Establishment.
El concepto se probó por primera vez a escala real en el caza experimental H.126. Redujo la velocidad de stall a sólo 32 mph (51,5 km/h), una cifra que la mayoría de los aviones ligeros no pueden igualar. Para soplar, el jet flap utilizaba un gran porcentaje del escape del motor, en lugar del aire de purga del compresor.
.

Una Buccaneer fotografiada con las ranuras de soplado visibles en los bordes de ataque. Los flaps extendidos contribuyen al flujo de aire Coanda sobre el ala

Uno de los primeros aviones de producción con flaps soplados fue el Lockheed F-104 Starfighter que entró en servicio en enero de 1958. Tras prolongados problemas de desarrollo, el BLCS demostró ser enormemente útil para compensar la diminuta superficie alar del Starfighter. El Lockheed T2V SeaStar, con alerones soplados, había entrado en servicio en mayo de 1957, pero iba a tener persistentes problemas de mantenimiento con el BLCS que condujeron a su jubilación anticipada. En junio de 1958 entró en servicio el Supermarine Scimitar con flaps soplados. Los flaps soplados se utilizaron en el North American Aviation A-5 Vigilante, el Vought F-8 Crusader variantes E(FN) y J, el McDonnell Douglas F-4 Phantom II y el Blackburn Buccaneer. Los Mikoyan-Gurevich MiG-21 y Mikoyan-Gurevich MiG-23 tenían flaps soplados. Petrov afirma que el funcionamiento a largo plazo de estos aviones demostró la alta fiabilidad de los sistemas BLC. El TSR-2, que fue cancelado antes de entrar en servicio, tenía flaps soplados en toda la distancia.
A partir de la década de 1970, las lecciones del combate aéreo sobre Vietnam cambiaron considerablemente la forma de pensar. En lugar de aviones diseñados para la velocidad absoluta, la maniobrabilidad general y la capacidad de carga pasaron a ser más importantes en la mayoría de los diseños. El resultado es una evolución hacia formas planas más grandes para proporcionar más sustentación. Por ejemplo, el General Dynamics F-16 Fighting Falcon tiene una carga alar de 78,5 lb/ft2. (383 kg/m2), y utiliza extensión del borde de ataques para proporcionar considerablemente más sustentación a ángulos de ataque más altos, incluyendo la aproximación y el aterrizaje. Algunos aviones de combate posteriores consiguieron las características requeridas a baja velocidad utilizando ala de geometría variable. En el Shin Meiwa US-1A todavía se utiliza el soplado interno de los flaps para complementar el soplado externo de los flaps.
Algunos aviones actualmente (2015) en servicio que requieren un rendimiento STOL utilizan soplado de flaps externo y, en algunos casos, también utilizan soplado de flaps interno en los flaps así como en las superficies de control como el timón para asegurar un control y estabilidad adecuados a bajas velocidades. Los conceptos de soplado externo se conocen como "externally blown flap" (utilizado en el Boeing C-17 Globemaster ), "upper surface blowing" (utilizado en el Antonov An-72 y Antonov An-74) y "vectored slipstream", o "over the wing blowing", utilizado en el Antonov An-70 y en el Shin Meiwa US-1A y ShinMaywa US-2.
Los sistemas motorizados de gran sustentación, como los flaps soplados externamente, no se utilizan en aviones de transporte civil por las razones expuestas por Reckzeh, entre las que se incluyen la complejidad, el peso, el coste, la longitud suficiente de las pistas existentes y las normas de certificación.